# 大沢知宏
大沢 知宏（おおさわ ともひろ、1969年4月2日 - 2016年4月6日）は、埼玉県出身の元陸上競技選手・元陸上競技指導者。1988年ソウルオリンピックの日本代表。

## 経歴
中学時代は野球部に所属。松山高等学校入学後に陸上に転向した。
高校2年時にインターハイ男子100mで3位。3年時のインターハイ男子100mでは、ディフェンディングチャンピオンの名倉雅弥、高校生ながら男子100mの日本記録（手動計時）を樹立していた中道貴之を抑えて優勝した。更にアンカーを務めた男子4×100mリレーも優勝に貢献し、男子100mとの大会2冠を達成。総合優勝に貢献し、最優秀選手賞に選出された。
早稲田大学時代には、1年時の1988年に日本選手権男子100mで2位に入り、ソウルオリンピックの日本代表に選出。大会では男子100mに出場を果たしたが、1次予選で敗退した。
大学で競技生活を終了し、卒業後は一般企業に勤めたが、週末には母校の早稲田大学で陸上競技部短距離コーチを務めた。コーチ退任後は家業の牛乳製造販売に専念した。
2016年の年明けから体調を崩すと、膵臓癌と判明してから2ヶ月も経たず、2016年4月6日に東京都豊島区の病院で亡くなった。47歳没。

## 主要大会成績
- 備考欄の記録は当時のもの

### 国際大会
| 年   | 大会                           | 場所           | 種目    | 結果    | 記録          | 備考 | 脚注  |
| ---- | ------------------------------ | -------------- | ------- | ------- | ------------- | ---- | ----- |
| 1986 | 第1回アジアジュニア選手権 (en) | ジャカルタ     | 4x100mR | 2位     | 40秒46 (1走)  |      | [ 3 ] |
| 1988 | 第24回オリンピック             | ソウル         | 100m    | 1次予選 | 10秒71 (+1.4) |      | [ 4 ] |
| 1991 | 第16回ユニバーシアード (en)    | シェフィールド | 100m    | 2次予選 | 10秒68 (+1.6) |      | [ 4 ] |
| 1991 | 第16回ユニバーシアード (en)    | シェフィールド | 4x100mR | 予選    | 40秒69 (2走)  |      | [ 4 ] |

### 日本選手権
- 1988年までは6位以内、1989年以降は8位以内の成績を収めた大会を記載

| 年   | 大会             | 種目 | 結果 | 記録          | 備考 | 脚注  |
| ---- | ---------------- | ---- | ---- | ------------- | ---- | ----- |
| 1988 | 第72回日本選手権 | 100m | 2位  | 10秒60 (-1.0) |      | [ 5 ] |
| 1991 | 第75回日本選手権 | 100m | 8位  | 10秒58 (0.0)  |      | [ 5 ] |

### 獲得タイトル
- 優勝した主要大会を記載

| 年   | 大会                     | 種目    | 記録          | 備考  | 脚注  |
| ---- | ------------------------ | ------- | ------------- | ----- | ----- |
| 1987 | 第30回全日本ジュニア選抜 | 100m    | 10秒87 (-1.9) |       | [ 6 ] |
| 1987 | 第30回全日本ジュニア選抜 | 200m    | 21秒39 (-2.6) |       | [ 6 ] |
| 1987 | 第40回インターハイ       | 100m    | 10秒90 (-3.1) |       | [ 6 ] |
| 1987 | 第40回インターハイ       | 4x100mR | 41秒01 (4走)  |       | [ 6 ] |
| 1987 | 第42回国民体育大会       | 100m    | 10秒19 (+2.7) | 少年A | [ 6 ] |

## 日本ランキング
- 10位以内に入った記録を記載

| 年   | 種目              | ランク | 記録   | 所属         | 脚注  |
| ---- | ----------------- | ------ | ------ | ------------ | ----- |
| 1987 | 100m (電動)       | 3位    | 10秒44 | 松山高等学校 | [ 7 ] |
| 1987 | 100m (手動＆電動) | 4位    | 10秒3  | 松山高等学校 | [ 7 ] |
| 1987 | 200m (電動)       | 10位   | 21秒31 | 松山高等学校 | [ 7 ] |
| 1988 | 100m (電動)       | 10位   | 10秒52 | 早稲田大学   | [ 7 ] |